# Algimantas Nasvytis

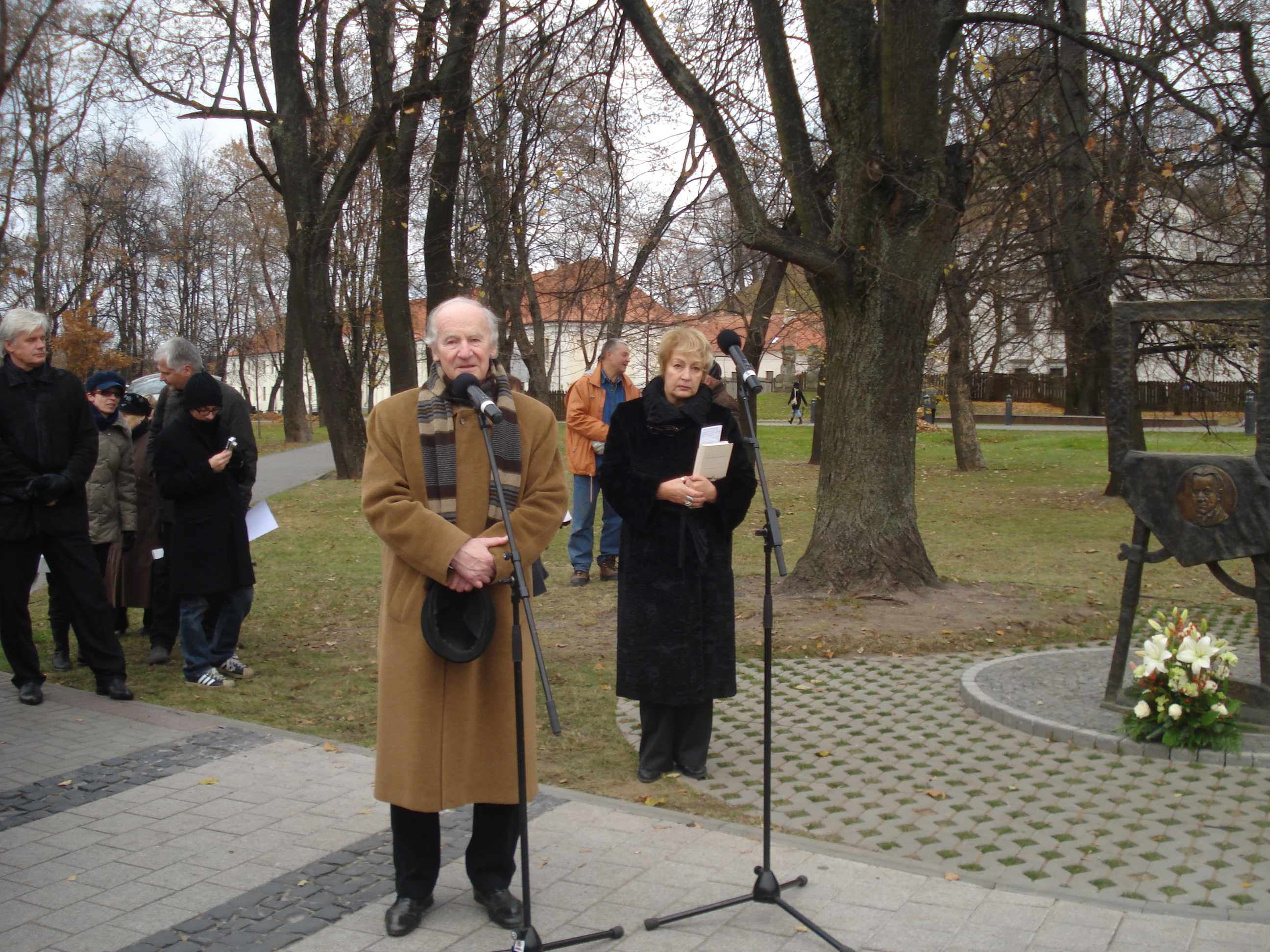
Algimantas Nasvytis (2011)

Algimantas Nasvytis (* 8. April 1928 in Kaunas; † 27. Juli 2018) war ein litauischer Architekt und Politiker.

## Leben
Ab 1946 studierte Nasvytis Architektur am Vilniaus valstybinis dailės institutas. Als Architekt arbeitete er ab 1952; ab 1957 bei einer Republikrestaurationswerkstatt, ab 1960 als Oberarchitekt am Institut für Stadtbauprojektion.
Von 1990 bis 1992 war er litauischer Minister für Bau und Urbanistik. Ab 1993 arbeitete er bei UAB „Jungtinės architektų dirbtuvės“ und ab 1978 lehrte er am VISI (Vilniaus Gedimino technikos universitetas), ab 1993 als Professor am Lehrstuhl für Urbanistik.
Von 1993 bis 1996 leitete er den Architektenverband.